# 凯特·肖特曼
凯特·肖特曼（英語：Kate Shortman，2001年11月19日—），英国女子花样游泳运动员，2023年欧洲运动会女子双人自由自选铜牌得主、2023年世界游泳锦标赛女子单人自由自选铜牌得主、2024年世界游泳锦标赛女子双人技术自选银牌得主。